# 10386 Romulus
10386 Romulus (1996 TS15) là một tiểu hành tinh nằm phía ngoài của vành đai chính được phát hiện ngày 12 tháng 10 năm 1996 bởi V. S. Casulli ở Colleverde di Guidonia.